# Anisia fumipennis
Anisia fumipennis är en tvåvingeart som först beskrevs av Thompson 1968.  Anisia fumipennis ingår i släktet Anisia och familjen parasitflugor. Inga underarter finns listade i Catalogue of Life.